# Andraca apodecta
Andraca apodecta là một loài bướm đêm thuộc họ Endromidae được mô tả lần đầu bởi Charles Swinhoe năm 1907. Loài này có ở Trung Quốc (Quảng Tây, Vân Nam, Phúc Kiến, Thiểm Tây), Việt Nam, Thái Lan (Chiang Mai, Nan) và Indonesia (Sumatra, Borneo, Sulawesi).
Sải cánh của loài này dài 37–39 mm. Đầu có lông màu đỏ nâu.